# Painkiller (album)
Painkiller is het twaalfde studioalbum van de Britse heavymetalband Judas Priest, uitgebracht in 1990.
Painkiller wekte verbazing toen het uitkwam. Het titelnummer laat een ongekend harde Priest horen. Met snoeiharde metal en veel dubbele bassdrums, door Racer-X drummer Scott Travis, en een krijsende Rob Halford leek de band aan een tweede jeugd te zijn begonnen. Aan het einde van de tournee kondigde Rob Halford echter zijn vertrek aan. Hij wilde andere dingen gaan doen.

## Tracklisting
1. "Painkiller" – 6:06
2. "Hell Patrol" – 3:37
3. "All Guns Blazing" – 3:58
4. "Leather Rebel" – 3:35
5. "Metal Meltdown" – 4:48
6. "Night Crawler" – 5:45
7. "Between the Hammer & the Anvil" – 4:49
8. "A Touch of Evil" – 5:45
9. "Battle Hymn" – 0:58
10. "One Shot at Glory" – 6:49

### Bonusnummers op de uitgave uit 2001
1. "Living Bad Dreams" – 5:21
2. "Leather Rebel" (live) – 3:39